# Radargerätestellung Erbeskopf

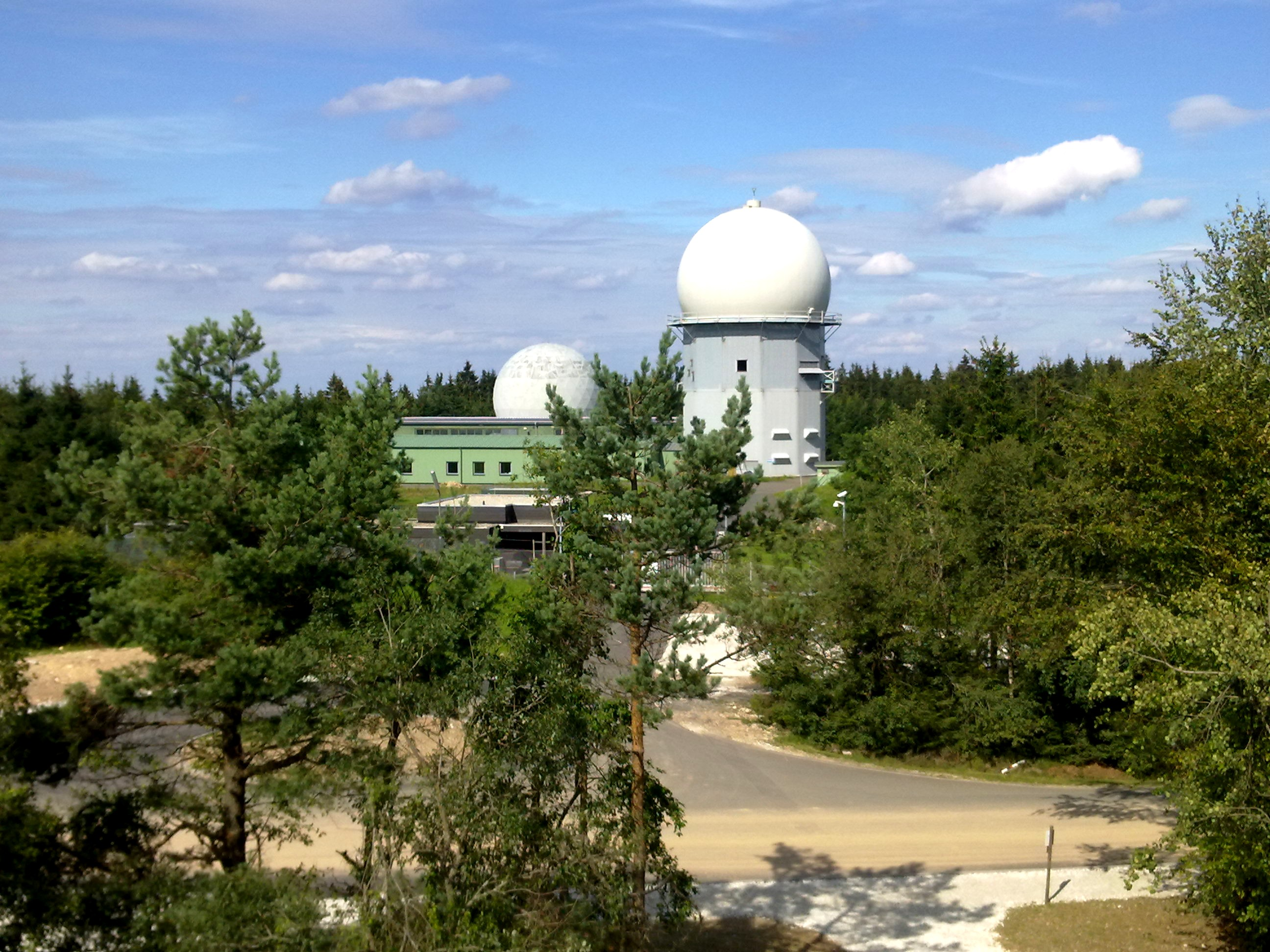
Radarstation Erbeskopf, 2011

Die Radargerätestellung Erbeskopf befindet sich wenige Meter nordöstlich des Gipfels des Erbeskopfs, des höchsten Bergs im Hunsrück, auf dem Gebiet der Gemeinde Hilscheid.
Betrieben wird ein HADR als eine von vier Anlagen dieser Art in Deutschland für die Luftraumüberwachung und -verteidigung. Es ist mit einem Sekundärradargerät MSSR 2000I ausgestattet. Über das NADGE (NATO Integrated Air Defense System) ist die Anlage mit dem CAOC Uedem verbunden.
Südlich befindet sich der ehemalige Kommandobunker Börfink für das Kriegshauptquartier Europa Mitte. Südwestlich auf dem Ruppelstein steht eine noch genutzte militärische Fernmeldeanlage der Bundeswehr.